# Celaenorrhinus pero
Celaenorrhinus pero, commonly called Mussoorie Pied Flat, là một loài bướm ngày thuộc Họ Bướm nâu được tìm thấy ở Nam Á.

## Range
The butterfly occurs ở Ấn Độ, Myanma, North Thái Lan và West Trung Quốc. In India, the butterfly ranges from Mussoorie (Uttaranchal) to Sikkim, Assam và Nagaland và eastwards towards Myanma.

## Hình ảnh

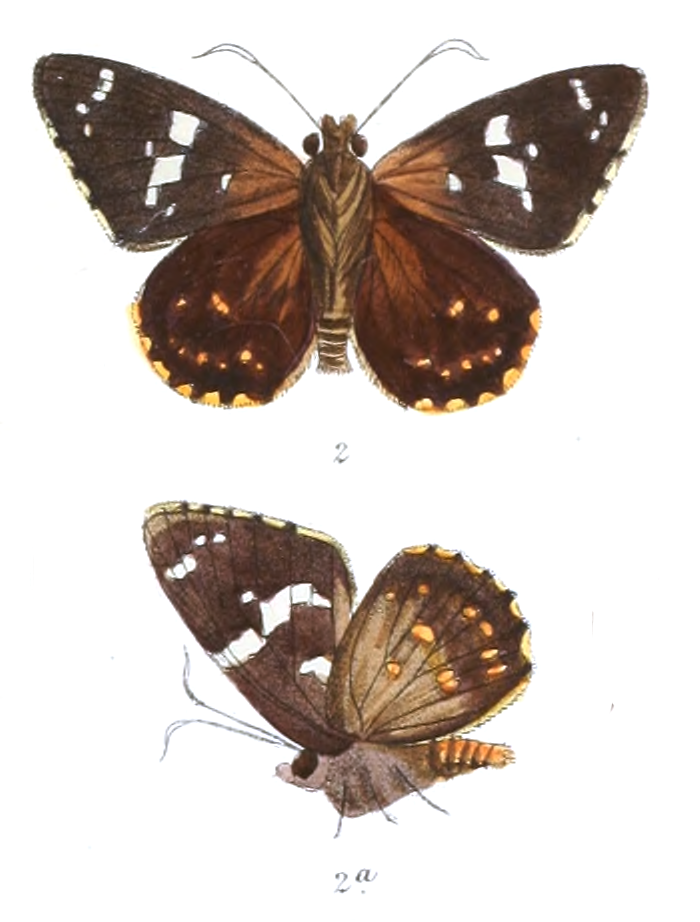

## Hiện trạng
Hiếm gặp.

#### Print
- Evans, W.H. (1932) The Identification of Indian Butterflies. 2nd Ed, (i to x, pp 454, Plates I to XXXII), Bombay Natural History Society, Mumbai, India.

#### Online
- Beccaloni, G. W., Scoble, M. J., Robinson, G. S. & Pitkin, B. (Editors). 2003. The Global Lepidoptera Names Index (LepIndex). World Wide Web electronic publication.  (accessed 26 tháng 9 năm 2007).
- Savela, Marrku  Website on Lepidoptera  (accessed 26 tháng 9 năm 2007)